# Rhinolophus blasii
Espèce
Répartition géographique
Statut de conservation UICN

 LC  : Préoccupation mineure
Le Rhinolophe de Blasius (Rhinolophus blasii) est une espèce de chauve-souris fer à cheval de la famille des Rhinolophidae.

## Description
Le Rhinolophe de Blasius a un "Fer à cheval" large, de couleur chair, les oreilles et les membranes alaires de couleur gris clair. Il a un pelage peu dense, la base des poils est très clair, presque blanc. Il est de taille moyenne. Son dos est brun grisé, en partie légèrement teinté de lilas, le ventre est presque blanc ou légèrement jaunâtre, nettement délimité. Les "lunettes" sont sombres autour des yeux presque absentes. L'appendice nasal avec partie médiane.
- Longueur tête-corps : 4,6-5,4 cm
- Longueur de la queue : 2,5-3 cm
- Longueur de l'avant-bras : 4,5-4,8 cm
- Envergure : 22-31 cm
- Poids : 12-16,5 g

## Répartition
Ensemble du bassin méditerranéen, avec le Rhinolophe euryale, mais aire plus limitée vers le nord.

## Mœurs et habitat
Vit dans des régions karstique chaudes composées d'arbres et d'arbustes dispersés. Quartier d'été (jusqu'à 300 femelles) et d'hiver (jusqu'à 2.000 individus) dans des grottes. Chasse de la même manière que le Rhinolophe euryale.